# Мачково
Мачково — деревня на юге центральной части Порховского района Псковской области. Входит в состав сельского поселения «Туготинская волость».
Расположена на реке Дубенке, притоке Узы в 36 км к юго-западу от города Порхов; в 17 км к юго-западу от волостного центра Туготино.
Численность населения деревни по оценке на 2000 год составляла 22 жителя.
До 2005 года деревня входила в состав Луковищенской волости (с центром в д.Терептино), до 2010 года — в состав ныне также упразднённой Зареченской волости (с центром в д.Молочище).